# Licuala crassiflora
Licuala crassiflora är en enhjärtbladig växtart som beskrevs av Anders Sánchez Barfod. Licuala crassiflora ingår i släktet Licuala och familjen Arecaceae. Inga underarter finns listade i Catalogue of Life.